# NFR-90
NFR-90 (англ. NATO Frigate Replacement for 90s, «замена фрегата НАТО для 1990-х годов») — международная программа по разработке единого фрегата для ряда стран НАТО. Различия в требованиях различных стран к проектируемому кораблю привели к тому, что проект был прекращён в начале 1990-х годов.

## История
Проект был направлен на экономию средств за счёт постройки крупной серии кораблей нового поколения. Предварительные разработки начались в 1985 году. Официальное начало программе было положено 25 января 1988 года подписанием странами-участницами меморандума о намерениях. Окончательная конфигурация фрегата и его боевые возможности стали предметом широкого обсуждения. Предполагалось широкое применение технологии «стелс», включавшей специальную форму надстройки и применение радиопоглощающих покрытий; улучшенные средства размагничивания; снижение акустических шумов посредством звукоизоляции двигателей и механических устройств. Модульное построение позволяло легко переконфигурировать корабль для выполнения различных типов операций и согласовать противоречивые требования стран-участниц к характеристикам фрегата.

## Вооружение
На начальном этапе проектирования основные противоречия возникли по вопросу противокорабельного оружия. Франция лоббировала ракету «Экзосет» собственного производства, тогда как другие страны-участницы предпочитали «Гарпун». Великобритания на основе своего опыта Фолклендской войны была озабочена отсутствием на корабле системы комплекса ПВО самообороны.
В 1988 году, по итогу отборочного тура, в котором были приглашены принять участие 57 компаний военной промышленности, корпорации Westinghouse и RCA получили заказ каждая на разработку и изготовление габаритных макетов нового корабельного ЗРК NAAWS для противовоздушной и противоракетной обороны фрегатов серии NFR-90, с перспективой получения контрактов на испытания опытных прототипов.

## Завершение проекта
Прекращение проекта было вызвано выходом из него двух главных участников — США и Великобритании. США не были удовлетворены узкой специализацией корабля, предпочитая многоцелевые корабли типа «Арли Бёрк». Великобритания намеревалась покинуть проект в 1988 году, однако продолжила работу, ожидая крупных заказов для кораблестроительных предприятий и поставщиков военного оборудования. Тем не менее, в 1989 году Великобритания покинула проект, полагая, что новый фрегат не сможет стать полноценной заменой эсминцам типа 42.
В 1992 году Франция, Италия и Великобритания приняли участие в совместном проекте «Горизонт», который стал очередной попыткой сотрудничества в области военного кораблестроения. Этот проект оказался более успешным, несмотря на то, что Великобритания отказалась от него в пользу собственного эсминца типа 45. Франция и Италия продолжили работу, создав совместный фрегат типа «Горизонт», однако количество построенных единиц (4) было значительно меньше, чем первоначально планировалось.

## Страны-участницы
- Великобритания
- ФРГ
- Италия
- Испания
- Канада
- Нидерланды
- США
- Франция

## Альтернативные программы
Аналогичный проект по разработке совместного фрегата (англ. Trilateral Frigate Program) был осуществлён на трёхсторонней основе Нидерландами, Испанией и Германией.